# Parika (Viljandi)
Parika – wieś w Estonii, w prowincji Viljandi, w gminie Viljandi. Wioska znajduje się na wschodnim wybrzeżu jeziora Parika.
W latach 1991–2017 (do reformy administracyjnej gmin Estonii) wieś znajdowała się w gminie Kolga-Jaani.